# Бюдлих
Бюдлих (нем. Büdlich) — община в Германии, в земле Рейнланд-Пфальц. 
Входит в состав района Бернкастель-Витлих. Подчиняется управлению Тальфанг ам Эрбескопф.  Население составляет 208 человека (на 31 декабря 2023 года). Занимает площадь 4,02 км².